# Mike Bruner
Michael Lee Bruner, detto Mike (Omaha, 23 luglio 1956), è un ex nuotatore statunitense.

## Biografia
Vinse due medaglie d'oro ai Giochi della XXI Olimpiade:
- 200m farfalla, con un tempo di 1:59.23
- 4x200m stile libero  insieme a Bruce Furniss, John Naber e Jim Montgomery con un tempo di 7:23.22 [1]

Entrambe le volte fu un primato mondiale, per quanto riguarda il primato mondiale della 4x200 m stile libero il primato fu superato anche in precedenza da Mike con Furniss, Doug Northway e Tim Shaw raggiungendo i 7'30"33.
Vinse la medaglia d'oro ai campionati mondiali di nuoto 1978, 200m farfalla con 1:59.38

## Riconoscimenti
- American Swimmer of the Year: 1980
- International Swimming Hall of Fame, 1998.[2]